# El Barri del Migdia
El Barri del Migdia – miejscowość w Hiszpanii, w Katalonii, w prowincji Barcelona, w comarce Maresme, w gminie Arenys de Munt.
Według danych INE z 2005 roku miejscowość zamieszkiwały 63 osoby.